# Панамериканские игры 1955
2-е Панамериканские игры 1955 года — мультиспортивное соревнование, проводившееся 12 — 26 марта 1955 года в городе Мехико.

## Виды спорта
| - Лёгкая атлетика - Бейсбол - Баскетбол - Бокс - Велоспорт - Прыжки в воду - Конный спорт - Фехтование - Футбол - Спортивная гимнастика - Современное пятиборье - Академическая гребля - Стрельба - Плавание - Синхронное плавание - Теннис - Волейбол - Водное поло - Тяжёлая атлетика - Борьба |

## Медальный зачёт
| Место | Страна       | Золото | Серебро | Бронза | Всего   |
| ----- | ------------ | ------ | ------- | ------ | ------- |
| 1     | США*         | 81/88  | 58      | 38     | 177/184 |
| 2     | Аргентина* a | 27     | 31/33   | 15/20  | 73/80   |
| 3     | Мексика      | 17     | 11      | 30     | 58      |
| 4     | Чили*        | 4      | 7/8     | 13     | 24/25   |
| 5     | Канада       | 4      | 4       | 3      | 11      |

## Примечание
(*) — медали, рассчитанные на Аргентину,США и Чили являются спорными.